# Левицкая-Холодная, Наталья Андреевна
Ната́лья Андре́евна Леви́цкая-Холо́дная (укр. Лівицька-Холодна Наталя Андріївна; 15 июня 1902, Гельмязов — 28 апреля 2005, Торонто) — украинская писательница, поэтесса, переводчица.

## Биография
Родилась 15 июня 1902 года на хуторе Гельмязов Полтавской губернии.
Училась в золотоношской гимназии.
После Украинской революции 1917—1921 годов переселилась в Чехословакию. В 1923 году поступила в Карлов университет, Прага. В 1927 году переехала в Варшаву, где продолжила образование в Варшавском университете на филологическом отделении.
Наталья Левицкая-Холодная была одна из основателей украинской литературной группы «Танк», издавая свои сочинения в альманахе «Сонцецвіт». После окончания Второй мировой войны Наталья Левицкая-Холодная жила в западногерманских городах Оффербах, Майнцкастель, Этлинген.
В 1950 году она обосновалась в США, возле Нью-Йорка. Умерла 28 апреля 2005 года в Канаде.

### Семья
Отец — Андрей Ливицкий, брат — Николай Ливицкий.

## Творчество
Творчество Натальи Левицкой-Холодной характеризуется влиянием французского символизма и позднего декаданса. На её творчество повлияла поэзия Анны Ахматовой.
Ее перу принадлежат поэтические сборники «Огонь и пепел» (1934), «Семь букв» (1937) и биографическая проза о Шевченко «Путь великана» (1955).
Лауреат премии фонда Антоновичей (1986).

## Сочинения
- Поезії старі і нові. — Нью-Йорк: Видання Союзу українок Америки, 1986.
- Вогонь і попіл. — Варшава: Варяг, 1934.
- Сім літер. — Варшава: Варяг, 1937.
- Шлях велетня: Ілюстрована біографічна розповідь про Тараса Шевченка. — Нью-Йорк: изд. М. Борецького, 1955.